# Günter Richter (Maler)
Günter Richter (* 7. Mai 1933 in Meißen) ist ein deutscher Maler und Grafiker.

## Werdegang
Günter Richter absolvierte von 1949 bis 1953 eine Ausbildung zum Bossierer in der Staatlichen Porzellanmanufaktur Meißen. Von 1953 bis 1958 studierte er bei Emil Koch und Bernhard Heisig an der Hochschule für Grafik und Buchkunst Leipzig (HGBK). Nach dem Diplomabschluss war er freischaffend in Leipzig tätig.
1972 gehörte Richter zu den Mitbegründern der Künstlergruppe „Leipziger Grafikbörse“, die er von 1976 bis 1982 leitete. Von 1989 bis 1992 arbeitete er als Lehrer im Jugendstudio des Lindenau-Museums Altenburg. Ab 1990 war er Dozent an der HGBK. Richter lebt und arbeitet in Leipzig.
Neben seiner bildkünstlerischen Arbeit betätigt Richter sich auch schriftstellerisch.
Richter hatte im In- und Ausland eine große Anzahl von Einzelausstellungen und Ausstellungsbeteiligungen,  u. a. von 1972 bis 1988 auf der VII. bis X. Kunstausstellungen der DDR in Dresden.

## Werk
Richters Hauptthemen sind Stadtlandschaften und Architektur aus der Wende zum 20. Jahrhundert. Einen weiteren Schwerpunkt bilden Hölzer als etwas Gewachsenes, Abgestorbenes und Weggeworfenes im Kreislauf von Werden und Vergehen. Richter nutzt dafür im frühen Werk in der zeichnerisch linearen Wiedergabe seiner Gegenstandswelt bewusst die Tradition der Neuen Sachlichkeit der Leipziger Schule, nimmt aber auch formale Elemente des Surrealismus auf, später auch des Fotorealismus zur Verdichtung der Bildaussage. In seinem späteren Werk wird sein Duktus spontaner. Sein künstlerisches Werk zählt zur zweiten Generation der Leipziger Schule.

## Ehrungen
- 1981: Kunstpreis der Stadt Leipzig[1]
- 1987: Kunstpreis der DDR[1]

## Öffentliche Sammlungen mit Werken Richters (unvollständig)
- Berlin: Nationalgalerie
- Dresden: Kupferstichkabinett[3]
- Leipzig: Museum der Bildenden Künste[4]
- Leipzig: Kunsthalle der Sparkasse Leipzig[5]
- Stendal: Winckelmann-Museum[6]

## Einzelausstellungen (unvollständig)
- 1974: Leipzig, Galerie am Sachsenplatz (mit Hans Theo Richter und Werner Hennig)
- 1976: Leipzig, Club der Intelligenz
- 1976: Berlin, Galerie Arkade
- 1982: Leipzig, Galerie am Sachsenplatz (Malerei und Zeichnungen der Jahre 1968–1983)
- 1990: Hannover, Kunstverein (Gemälde und Zeichnungen)
- 2018: Leipzig, Galerie Irrgang („Günther Richter – Bilder und Zeichnungen“)

## Literarische Publikation
- Bocksprünge. Plöttner -Verlag, Leipzig, 2010, ISBN 3-938442-80-8, ISBN 978-3-938442-80-7

- Eule. Groteske Geschichte eines Malers.  Mirabilis Verlag, Miltitz 2020, ISBN 978-3-947857-03-6.